# Rainy Days (XYZ)
Rainy Days è un album raccolta degli XYZ, pubblicato il 14 maggio 2005 per l'etichetta discografica XYZ.

## Tracce
1. Wild (Fontaine, Ilous, Pieper) 3:25
2. Crazy (Fontaine, Ilous, Pieper) 4:46
3. Rainy Days (Fontaine, Ilous, Pieper) 4:17
4. Where Did We Go Wrong (Fontaine, Ilous, Pieper) 4:36
5. Dynamite (Fontaine, Ilous, Pieper) 3:47
6. You Belong to Me (Fontaine, Ilous, Pieper) 3:43
7. Hot Too Hot (Fontaine, Ilous) 3:14
8. Just a Friend (Fontaine, Ilous, Pieper) 2:35
9. High Life (Fontaine, Ilous, Pieper) 4:23
10. Lonely Without You (Fontaine, Ilous, Pieper) 4:52
11. Souvenirs (Fontaine, Ilous, Pieper) 5:12
12. Never Too Late (Fontaine, Ilous) 3:43

## Formazione
- Terry Ilous - voce
- Bobby Pieper III - chitarra
- Patt Fontaine - basso
- Joey Pafumi - batteria